# Crimson Thunder
Crimson Thunder četvrti je studijski album švedskog heavy/power metal sastava HammerFall. Album je objavljen 28. listopada 2002. godine, a objavila ga je diskografska kuća Nuclear Blast. Prvi je album na kojem surađuju s producentom Charliejom Bauerfeindom.

## Popis pjesama
| 1.    | »Riders of the Storm«                       | 4:34 |
| 2.    | »Hearts on Fire«                            | 3:51 |
| 3.    | »On the Edge of Honour«                     | 4:49 |
| 4.    | »Crimson Thunder«                           | 5:05 |
| 5.    | »Lore of the Arcane« (instrumental)         | 1:27 |
| 6.    | »Trailblazers«                              | 4:39 |
| 7.    | »Dreams Come True«                          | 4:02 |
| 8.    | »Angel of Mercy« (obrada Chastaina)         | 5:38 |
| 9.    | »The Unforgiving Blade«                     | 3:40 |
| 10.   | »In Memoriam« (instrumental)                | 4:21 |
| 11.   | »Hero's Return«                             | 5:23 |
| 12.   | »Rising Force« (obrada Yngwieja Malmsteena) | 4:31 |
| 52:03 |                                             |      |

## Zasluge
HammerFall
- Joacim Cans – vokali
- Oscar Dronjak – gitara, prateći vokali
- Stefan Elmgren – gitara, prateći vokali
- Magnus Rosén – bas-gitara
- Anders Johansson – bubnjevi

Dodatni glazbenici
- Mat Sinner – prateći vokali
- Rolf Köhler – prateći vokali
- Daniel Böhm – prateći vokali (na pjesmi 9)
- Christoph Lutz – prateći vokali (na pjesmi 9)
- Boris Matchin – čelo
- Jens Johansson – klavijature
- Mats Rendlert – prateći vokali
- Martin Meyer – klavinet
- Markus Wosgien – prateći vokali(na pjesmi 9)
- Patrick Benzer – klavijature

Ostalo osoblje
- Charlie Bauerfeind – produciranje, miksanje, inženjer zvuka, mastering
- Samwise Didier – omot albuma
- Thomas Ewerhard – dizajn
- Michael Johansson – fotografija